# Rosa isaevii
Rosa isaevii är en rosväxtart som beskrevs av G.G. Gadzhieva och A.T. Iskenderov. Rosa isaevii ingår i släktet rosor, och familjen rosväxter. Inga underarter finns listade i Catalogue of Life.